# Stacy Westfall
Stacy Westfall (ur. 26 września 1974) – amerykańska trenerka koni, specjalizująca się w reiningu. Pierwsza kobieta, która wzięła udział i wygrała zawody "Road to the Horse". 
W 2006 roku wzięła udział w Quarter Horse Congress Free Style Reining na klaczy Whizards Baby Doll (Roxy), na oklep i bez ogłowia. Wideo jej występu, opublikowane na stronie internetowej Stacy Westfall w lutym 2008 roku, wzbudziło zainteresowanie telewizyjnego talk-show Ellen DeGeneres, dzięki czemu 14 marca 2008 roku wzięła w nim udział, udzielając wywiadu oraz zapraszając prowadzącą na jazdę konną na swym koniu.

## Pozostałe osiągnięcia
- 1997 Absolwentka Uniwersytetu Findlay
- 2003 NRHA Futurity Champion Freestyle (bez ogłowia)
- 2005 All American Quarter Horse Congress Freestyle Futurity Champion
- 2005 NRHA Futurity Freestyle Champion
- 2006 Road to the Horse colt Starting Champion
- 2006 All American Quarter Horse Congress Freestyle Champion
- 2006 Mianowana na The University of Findlay's Western Equestrian Wall of Fame